# Нахимовка (Курганская область)
Нахимовка — деревня в Половинском районе Курганской области. Входит в состав Сухменского сельсовета.

## География
Расположена у озера Песьяное.

## История
До 1917 года входила в состав Куреинской волости Курганского уезда Тобольской губернии. По данным на 1926 год посёлок Нахимовка состоял из 37 хозяйств. В административном отношении входил в состав Сухменского сельсовета Лопатинского района Курганского округа Уральской области.

## Население
| 1989 | 2002 | 2010 |
| ---- | ---- | ---- |
| 51   | ↘41  | ↘20  |

По данным переписи 1926 года в поселке проживало 169 человека (84 мужчины и 85 женщин), в том числе: украинцы — 43 % и русские — 67 %.